# Doménica González
Doménica Alejandra González Palau (nascida em 12 de fevereiro de 1996) é uma ex-tenista equatoriana.
González conquistou um título de simples e dois de duplas no Circuito Feminino da ITF em sua carreira. Em 5 de novembro de 2012, ela alcançou sua melhor classificação de simples no ranking mundial 669. Em 29 de outubro de 2012, ela alcançou a posição 697 no ranking de duplas.
Jogando pelo time da Fed Cup do Equador, González, nascida em Guayaquil, tem um recorde de vitórias e derrotas de 17–6.

## Finais do ITF

### Simples: 2 (1–1)
| Legenda              |
| -------------------- |
| torneios de $100,000 |
| torneios de $75,000  |
| torneios de $50,000  |
| torneios de $25,000  |
| torneios de $10,000  |

| Finais por superfície |
| --------------------- |
| Duro (1–0)            |
| Saibro (0–1)          |
| Grama (0–0)           |
| Carpete (0–0)         |

| Resultado | W–L | Date     | Torneio              | Superfície | Oponente            | Score         |
| --------- | --- | -------- | -------------------- | ---------- | ------------------- | ------------- |
| Perdeu    | 1.  | Nov 2010 | ITF Quito, Equador   | Saibro     | Marie Elise Casares | 2–6, 5–7      |
| Venceu    | 1.  | Nov 2011 | ITF Salvador, Brasil | Duro       | Gabriela Cé         | 3–6, 6–3, 6–2 |

### Duplas: 2 (2–0)
| Legenda              |
| -------------------- |
| torneios de $100,000 |
| torneios de $75,000  |
| torneios de $50,000  |
| torneios de $25,000  |
| torneios de $10,000  |

| Finais por superfície |
| --------------------- |
| Duro (1–0)            |
| Saibro (1–0)          |
| Grama (0–0)           |
| Carpete (0–0)         |

| Resultado | W–L | Data     | Torneio               | Superfície | Parceiro     | Oponentes                                       | Placar   |
| --------- | --- | -------- | --------------------- | ---------- | ------------ | ----------------------------------------------- | -------- |
| Venceu    | 1.  | Out 2013 | ITF Pereira, Colombia | Saibro     | Camila Silva | Sofía Múnera Sánchez Szabina Szlavikovics       | 6–4, 6–2 |
| Venceu    | 2.  | Out 2013 | ITF Bogotá, Colombia  | Hard       | Camila Silva | Anna Katalina Alzate Esmurazaeva Jade Schoelink | 6–2, 6–4 |

## Finais de Grand Slam Júnior

### Duplas femininas
| Resultado | Ano  | Torneio          | Superfície | Parceira            | Oponentes                             | Placar   |
| --------- | ---- | ---------------- | ---------- | ------------------- | ------------------------------------- | -------- |
| Perdeu    | 2013 | Aberto da França | Saibro     | Beatriz Haddad Maia | Barbora Krejčíková Kateřina Siniaková | 5–7, 2–6 |